# 日本国憲法第86条
日本国憲法 第86条（にほんこく（にっぽんこく）けんぽう だい86じょう）は、日本国憲法の第7章にある条文であり、予算の作成と国会の議決について規定している。

## 条文
日本国憲法、e-Gov法令検索。

第八十六条内閣は、毎会計年度の予算を作成し、国会に提出して、その審議を受け議決を経なければならない。

## 沿革

### 大日本帝国憲法
東京法律研究会 p.13

第六十四條
國家ノ歳出歳入ハ毎年豫算ヲ以テ帝國議會ノ協贊ヲ經ヘシ
豫算ノ款項ニ超過シ又ハ豫算ノ外ニ生シタル支出アルトキハ後日帝國議會ノ承諾ヲ求ムルヲ要ス

### 憲法改正要綱
なし

### マッカーサー三原則（マッカーサー・ノート）
マッカーサー3原則（「マッカーサーノート」） 1946年2月3日、国立国会図書館「日本国憲法の誕生」。

3. 日本の封建制度は廃止される。貴族の権利は、皇族を除き、現在生存する者一代以上には及ばない。華族の地位は、今後どのような国民的または市民的な政治権力を伴うものではない。予算の型は、イギリスの制度に倣うこと。

The feudal system of Japan will cease.No rights of peerage except those of the Imperial family will extend beyond the lives of those now existent.No patent of nobility will from this time forth embody within itself any National or Civic power of government.Pattern budget after British system.

### GHQ草案
「GHQ草案」、国立国会図書館「日本国憲法の誕生」。

#### 日本語
第七十九条
内閣ハ一切ノ支出計画並ニ歳入及借入予想ヲ含ム次期会計年度ノ全財政計画ヲ示ス年次予算ヲ作成シ之ヲ国会ニ提出スヘシ
第八十条
国会ハ予算ノ項目ヲ不承認、減額、増額若ハ却下シ又ハ新タナル項目ヲ追加スルコトヲ得
国会ハ如何ナル会計年度ニ於テモ借入金額ヲ含ム同年度ノ予想歳入ヲ超過スル金銭ヲ支出スヘカラス

#### 英語
Article LXXIX.
The Cabinet shall prepare and submit to the Diet an annual budget setting forth the complete government fiscal program for the next ensuing fiscal year, including all proposed expenditures, anticipated revenues and borrowings.
Article LXXX.
The Diet may disapprove, reduce, increase or reject any item in the budget or add new items.
The Diet shall appropriate no money for any fiscal year in excess of the anticipated income for that period, including the proceeds of any borrowings.

### 憲法改正草案要綱
「憲法改正草案要綱」、国立国会図書館「日本国憲法の誕生」。

第八十二内閣ハ毎会計年度ノ予算ヲ調製シ提出シテ其ノ審議及協賛ヲ受クベキコト

### 憲法改正草案
「憲法改正草案」、国立国会図書館「日本国憲法の誕生」。

第八十二条内閣は、毎会計年度の予算を作成し、国会に提出して、その審議を受け議決を経なければならない。